# Nordwestlicher Teil der Gemeinde Ramsau am Dachstein
Das Naturschutzgebiet Nordwestlicher Teil der Gemeinde Ramsau am Dachstein ist ein Schutzgebiet am Dachsteinmassiv in der Steiermark, im Gemeindegebiet Ramsau.

## Lage und Landschaft
Das Gebiet befindet sich im Dreiländereck Steiermark–Oberösterreich–Salzburg.
Es umfasst 1287,5 Hektar, das ist etwa ⅙ der Gemeindefläche (7533 ha). Das Schutzgebiet erstreckt sich von der salzburgischen Landesgrenze im Quellgebiet der Kalten Mandling (Mühlehneralm, 1147 m ü. A.) über die Gegend Türlwaldhütte – Austriahütte bis an den Dachsteinhauptkamm (oberösterreichische Landesgrenze) vom Torstein über den Dachsteingipfel (2995 m) und Hunerkogel bis zum Koppenkarstein, und als Ostpunkt auf die Hohe Gamsfeldspitze.

## Geschichte und Schutzumfang
Das Gebiet wurde 1972 ausgewiesen (LGBl. 140/1972), und zwar in der Kategorie der „Standorte und abgegrenzte Lebensräume von schutzwürdigen oder gefährdeten Pflanzen oder Tierarten“ (NSG c, nach § 5 Z. 2 lit. c Naturschutzgesetz 1976 – NschG).
Es ist als Bestandschutzgebiet für Pflanzen (Pflanzenschutzgebiet, was in der Steiermark keine eigene Klasse ist) erklärt, es „sind alle Handlungen zu unterlassen, die geeignet sind, den Pflanzenbestand zu schädigen oder zu gefährden; insbesondere ist es verboten, Pflanzen oder Pflanzenteile zu entnehmen sowie die Gestaltung oder die Beschaffenheit des Bodens zu ändern.“ (§ 2).
Das Areal gehört auch zum Landschaftsschutzgebiet Dachstein–Salzkammergut (Salzkammergut-Ost, LS 14a) und ist damit gegen alle Beeinträchtigungen des Landschaftsbildes geschützt und fällt auch in die Pufferzone des UNESCO-Welterbegebiets Kulturlandschaft Hallstatt–Dachstein/Salzkammergut (WHS 806). Die gesamte Nordhälfte des Schutzgebietes ist überdies als Naturdenkmale ausgewiesen, und zwar die Dachsteinsüdwand im Westen und  Dachsteinsüdabsturz und Edelgrießgletscher im Osten (NDM Nr. 783, 784).
In Oberösterreich grenzt das Europa- und Naturschutzgebiet Dachstein (Vogelschutz und FFH-Gebiet, AT3101000/EU02, N098) an, von Seiten Salzburgs steht eine Unterschutzstellung noch aus.

## Erschließung
Das Areal ist über die mautpflichtige Dachsteinstraße erreichbar.
Durch das Schutzgebiet führt – heute ebenfalls schon ein Wahrzeichen des Ennstales – die Dachstein-Südwandbahn. Bei deren Gipfelstation am Hunerkogel wurde 2005 der Dachstein Skywalk gebaut, eine Aussichtsplattform, die in die Südwände hinausragt, und so einen außerordentlichen Überblick über das Schutzgebiet bietet.

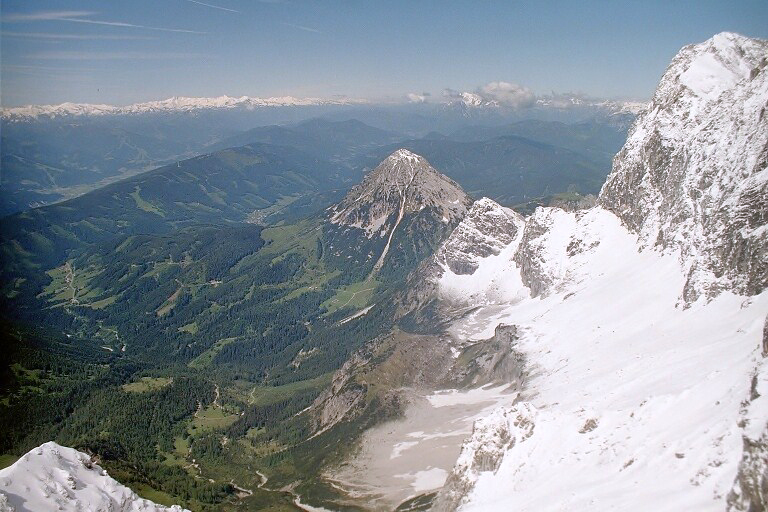
Blick vom Hunerkogel hinunter in das Naturschutzgebiet, hinten der salzburgische Ennspongau und die Hohen Tauern

## Medien
- Universum: Schladminger Bergwelten, ORF, 2013, Teil 1 Von Gipfeln und Gämsen; Teil 2 Zwischen Jahrhunderten und Hundertstelsekunden (Weblink shop.orf.at;  zu Tier- und Pflanzenwelt wie auch Schi- und Klettersport).